# Разін Степан Тимофійович
Степан Тимофійович Разін (відомий також як рос. Стенька Разін; близько 1630, ст. Зимовійська або Черкаськ на Дону — 6 (16) червня 1671 або 1677, Москва) — ватажок повстання 1667—1671 років у Московському царстві. Батько Степана належав до козацької старшини Війська Донського; мати, швидше за все, була кримською татаркою; хрещеним батьком був військовий отаман Корнило Яковлєв.

## Життєпис
За поширеною версією Разін народився близько 1630 року в станиці Зимовійській на Дону, у родині заможного козака Тимофія Разі. Те, що та сама станиця через 100 років буде зазначена романівськими істориками як місце народження ще одного ватажка повстанців — Омеляна Пугачова, наводить на роздуми щодо достеменної вірності цих відомостей.

### Зимовієць з Черкаська
Зокрема, відразу ж у декількох піснях XVII століття батьківщиною Степана Разіна названо Черкаськ. Нібито версія про те, що Разін народився в Зимовійській станиці, була запущена німецьким істориком О. І. Рігельманом в 70-х роках XVIII століття.
Це був час, коли після придушення пугачовського повстання на Дону знищувалася будь-яка пам'ять про отамана. Його рідна станиця Зимовійська була перенесена на протилежний берег Дона і перейменована в Потьомкінську. Будинок, в якому народився Пугачов, був спалений. Намагаючись виправдати таку розправу царського уряду над донською станицею, під час створення «Історії або повіствування про донських козаків» О. І. Рігельман, буцімто, придумав історію, що в Зимовійській народився також й інший «злодій і боговідступник», тому станиця була цілком справедливо покарана Катериною II. Він знав, користуючись джерелами, про участь С. Разіна у Зимовій станиці (донці називали «зимовими станицями» посольства, що відправлялися на всю зиму до Москви за отриманням платні для Війська Донського). Участь у такому посольстві шанувалася у донців за особливу честь, а його учасники носили почесне прізвисько «зимовієць». Одним з таких зимовійців і був С. Разін. Тож О. І. Ригельман знайшов привід для обґрунтування своєї версії, приписавши Степана Тимофійовича до уродженців станиці Зимовійської.
Доктор історичних наук, професор Ростовського держуніверситету А. П. Пронштейн, аналізуючи на основі великої кількості документів історію виникнення донських козачих містечок в XVI—XVII століттях, писав: "До числа новопосталих до 1672 р. містечок відносяться Тішанскій, Перекопський, Ново-Григорівський, Старо-Григорівський, Нижній Чир, Кобилкін, Зимовійко… ". Таким чином, станиця Зимовійська виникла у 1672 році, і відомості про її існування до цього року цілком відсутні. Відповідно, Степан Разін, який народився близько 1630 р., походити зі станиці, яку було засновано лише у 1672 році, просто не міг.

### Становлення отамана
Батько Степана належав до козацької верхівці. Він був кумом з Корнилою Яковлєвим, майбутнім отаманом Війська Донського, що згодом змінив перестарілого Наума Васильєва, з яким Тимофій встиг побродити по Росії, бував у Москві. Тобто Корнило був хресним батьком Степана, тож офіційна версія, буцімто, саме він зрадив Степана і Фрола Разіних, залишивши пораненого в бою похресника з братом царським військам, не є достеменно вірною. Ніколи після такої ганьби не було б Яковлєву бути донським отаманом.
Степан був для свого часу освіченою людиною, знав 8 мов (у тому числі польську, татарську і калмицьку). Вперше згаданий в офіційних відомостях, як член козацького посольства до калмицького тайши. Є також письмове свідчення від 1650 р. про збори Тимофія Разіна і його сина Степана на прощу в Соловецький монастир. Проте цю подорож, швидше за все, було скасовано через смерть батька. Але у листопаді 1652 р. Разін все ж таки їздив на Соловки.
У 1658 р. знаходився серед донських козаків зі станиці Наума Васильєва, відправлених у Москву в Посольський приказ.
У 1662 р. Разін став отаманом та очолив військовий похід козаків на Перекоп проти кримчаків. Козацька рада («коло») дозволила С. Разіну набрати охочих людей для походу. До нього приєдналися 50 союзних калмиків, але основні сили Донського війська не брали участь у поході. У 1663 році на чолі загону з 500 козаків після набігу на кримські улуси розбив татар під Молочними Водами.
Кампанія закінчилася для них дуже вдало: козаки повернулися на Дон з багатою здобиччю та полоненими. За сміливість і відвагу Степан Разін став широко відомим на Дону.
Унікальним є прижиттєве зображення отамана на гравюрі у виданні Theatrum Europeum («Європейський огляд»), що являє собою ілюстрований часопис подій, гідних особливої уваги освіченої й заможної публіки публіки (друкована продукція в той час була дуже недешева). Журнал видавався понад сто років, з 1633 до 1738 рр. у Німеччині відомими у XVII столітті художниками-граверами швейцарського походження Маттеусом Меріаном (1593—1650 рр.) та його сином Маттеусом Меріаном-молодшим (1621—1687 рр.) та їхніми нащадками. Гравірований портрет Степана Разіна опубліковано на сторінках «Європейського огляду» у 1675 або 1676 році, тобто на самому початку повстання.

### Страта рідного брата
Як і старший брат, Фрол Разін пройшов суворий козацький вишкіл, змалку долучився до військового ремесла та бівуачного життя. Вважається одним зі станичних «молодців», у 1666 році вже потрапив до числа добірних козаків, яким довірено доставити в Москву відписку Війська Донського.
За офіційною версією, у 1665 році царський воєвода князь Ю. О. Долгорукий повісив старшого брата Разіних Івана «за самовільний відхід з козаками на Дон» з позицій під Києвом під час війни з Річчю Посполитою. Ця подія разом з усе сильнішими спробами позбавити козацтво завойованих вольностей мала значний вплив на волелюбного Разіна. Зокрема, на розправу над братом Разін, начебто, вказав, як на причину виступу на допитах у Земському наказі перед стратою у червні 1671 р.

Історик Олександр Кас, однак, вважає, що хронологічні терміни т. зв. «Повстання Разіна» були посунуті в російській історіографії на 10 років, наводячи «Записки…» голландського мандрівника Бальтазара Коєтта про події 1676 року:
|  | «В четверг, 28-го мая, утром некоторые из свиты его превосходительства, в том числе и я, поехали через Москву реку, где я видел, как вели на смерть брата великого мятежника Стеньки Разина» Бальтазар Койетт |

За думкою дослідника, це і є брат Разіна, зі страти якого, начебто, почалося повстання. «Згодом, коли треба було пересунути заколот Разіна на десять років назад, придумали іншого брата. Мовляв, було у Разіна два брати, одного стратили ще в 1666 році, і почався заколот. Другого стратили через 10 років після страти першого — саме його і бачив Койетт в травні 1676 року. Щоб виправдати п'ятирічні тримання брата Разіна в живих, придумали легенду про скарб. Мовляв, під час страти 1671 року Фрол Разін крикнув, що знає про скарб. Ну, його п'ять років в живих і протримали. Все випитували, де скарб захований. «Насправді залишати в живих брата Разіна було вкрай небезпечно — йшла війна з повстанцями, і було зовсім не до скарбів. В крайньому разі, Фрола потримали б на дибі кілька днів — він би все і видав… Тим більше надалі про таємничий скарб Разіна нам нічого не відомо», — пояснює О.Кас.
На користь цієї гіпотези свідчить те, що Коєтт у своїх записках свідчить також і про страту самого Разіна: «Після обіду ми виїхали в санях, щоб бачити голову і четвертовані останки трупа Стеньки Разіна, який перед тим повстав проти царя, а також голову молодика, якого Разін видавав за старшого царевича, або сина царя: цей останній, після прибуття сюди, також був страчений, а голова його була виставлена на показ…». А ось хронологія подій у збережених щоденниках Койетта: Глава 26 (Вираз печалі з боку його превосх-ва з приводу смерті його царської величності), Глава 27 (Початок розбоїв Стеньки Разіна …). Тобто, ми чітко бачимо, що повстання Разіна та доля царевича Олексія, за записками Коєтта, пов'язані. Проте, хронологія ведення щоденника говорить про те, що сам Коєтт застав тільки початок бунту (страта Фрола Разіна) і спішно відступив.

## Передумови повстання
Сучасні дослідники схиляються до думки, що історія подій, відомих нам, як «повстання Разіна», швидше за все, була сильно спотворена Романовими. Пильне вивчення документів того часу лише посилює цю підозру. Ключовий момент: справжніх документів з боку повстанців, практично не збереглося. Вважається, ніби їх вціліло всього 7 або 6, із застереженням, що тільки один з документів — оригінальний. Втім, оригінальність навіть цього «єдиного» вельми сумнівна. Те, що абсолютно всі відомості про так зване «повстання Разіна» дійшли до нас крізь фільтр царської канцелярії, підтверджує наступний факт. Виявляється, Романови створили навіть спеціальну «государеву зразкову» Грамоту (тобто зразок, що містить офіційну версію) повстання.
Офіційна версія тих подій, викладена в «зразковій грамоті» дуже наполегливо впроваджувалася протягом XVII—XVIII століть. Вона ж використовувалася і в численних оповіданнях іноземних послів, провели щось на зразок інструктажу. "В одній із грамот, яка названа «государевою зразковою», дається детальна офіційна версія разінських повстань… Місцевій владі наказано читати грамоту в наказовій хати всім людям «вголос і неодінажди».
За сучасним трактуванням, відоме «Повстання Разіна» було насправді масштабною війною між двома руськими державами, що утворилися після Великої Смути на початку XVII століття. Зазвичай вважається, що у 1613 році Михайло Романов став царем всієї Русі. Мабуть, це не зовсім так. Спочатку Романови об'єднали навколо Москви тільки територію колишньої Білої Русі й північну частину Волги — насамперед, Великий Новгород. Південна ж Русь, Сибір і навіть середня Волга утворили іншу, ординську державу зі столицями в Астрахані та Тобольську. Там були, мабуть, і свої царі, які за своїм походженням належали до старої Ординської династії.

### Похід «за зипунами»
Вважається, що Разін почав з того, що навесні 1667 року організував під своїм командуванням загін («ватагу») з 600 чоловік, який пійшов від Царицина вгору по Дону, захопив Яїцьке містечко, зробивши його своїм опорним пунктом. Втім, офіційна версія про те, що потім козаки під проводом Разіна пішли у грабіжницький похід на Волгу і Каспій «за зипунами», не звернувши уваги на «грізну заборону уряду Олексія Михайловича відстати від злодійства», сьогодні не витримує критики.
|  | Зипу́н — старовинний російський верхній селянський одяг. Являє собою каптан без коміра, зшитий з грубого доморобного сукна яскравих кольорів зі швами, оздобленими контрастними шнурами. |

Уявити собі козацтво, яке ходить на персів по селянські кафтани дуже важко. За думкою Олександра Каса, «за зипунами» є трансформацією козацького кличу «За панами!». «Проте нам розповідають байку, мовляв, крикнув отаман: „Братики мої, ходімо зі мною на синє море зипуни добувати!“ і всі, кутаючись у рвані сорочки, вирішили, що кращої справи для них і не знайти, та за перськими сорочками вирушили. Невже козаки були настільки бідними, що одягнути себе не могли? Нісенітниця якась», — каже він.

### Перський похід

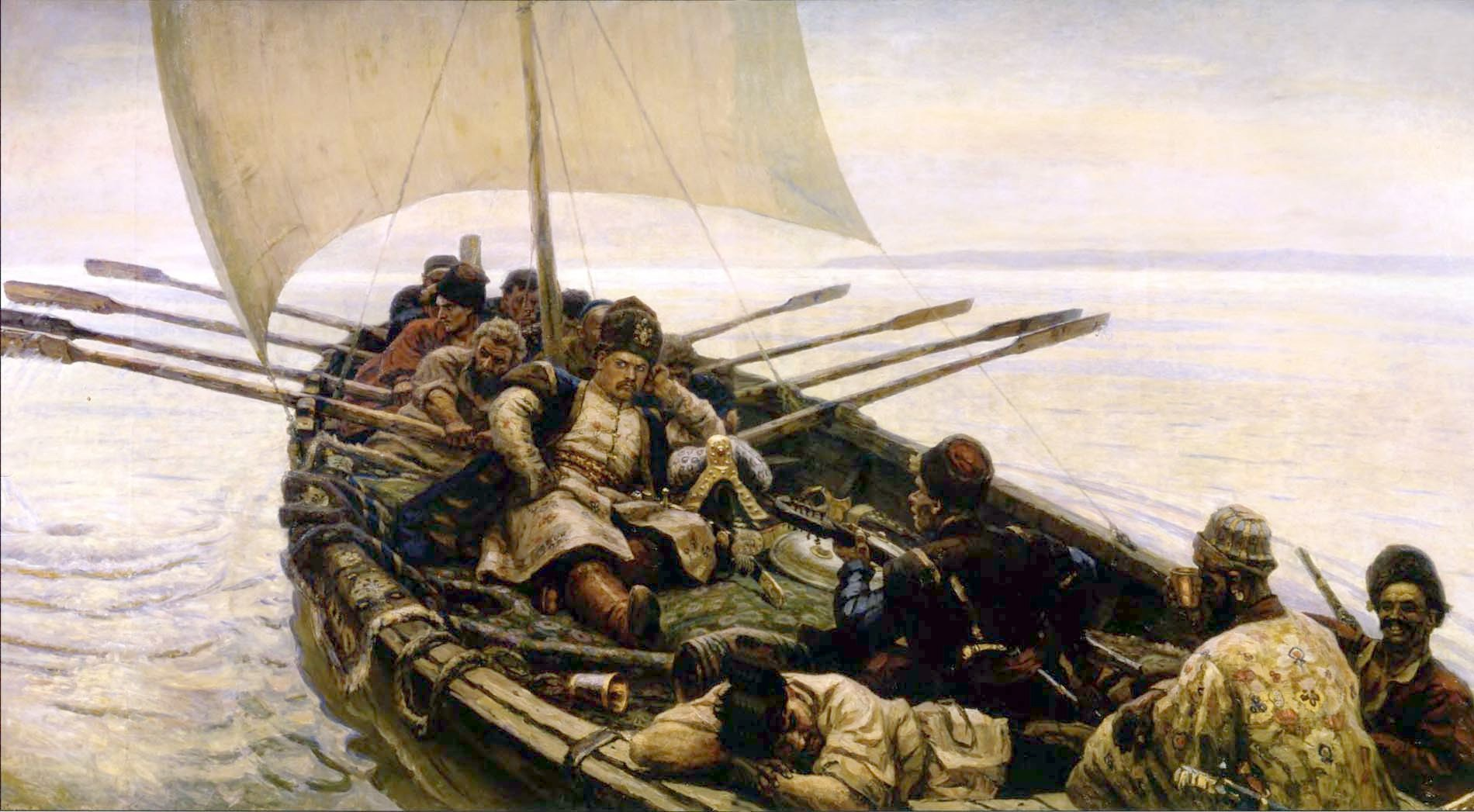
Каспійський похід (Василь Суриков)

Проте у 1667–1669 рр. разінці, дійсно, піддали спустошливому набігу Каспійське узбережжя від Дербента до Баку, розбивши флот іранського шаха. Похід на перські купецькі каравани у володіннях іранських Сефевідів виявився для козаків надзвичайно успішним: з багатою здобиччю і полоненими наприкінці серпня 1669 року вони повертаються на Дон. Про скарб Степана Разіна почали ходити легенди. Ще один момент його походу відображений в російській фольклорі — серед бранців була дочка менед-хана, що стає наложницею Степана. Легенда про те, що отаман пізніше її вбиває, викликає в істориків скепсис.
На зворотному шляху з багатою здобиччю струги Разіна зупинилися в усті Волги. Для переговорів з козаками виїхав помічник Астраханського воєводи князь Львов. Гарнізон Астрахані був приведений у бойову готовність. Козакам Разіна зачитали «государеву грамоту», що їм робиться прощення, якщо вони здадуть зброю, відпустять полонених і видадуть служивих людей, що перейшли до них під час походу. Разін погодився віддати тільки гармати та відпустити служивих астраханців, що самі побажають залишитися в місті.
Після цього разінцям був улаштований в Астрахані урочисте приймання. Сам отаман «вільно гуляв містом, одягнений у розкішну перську сукню» (напевно здобув собі разом із зипунами?). Його козаки також хизувалися в багатих убраннях. З'являючись на вулицях міста, С. Т. Разін нерідко роздавав бідноті золоті й срібні монети. Був щедрий і з правителями міста. Незабаром разінці залишили Астрахань і повернулися на Дон, залишившись у Катальницкому містечку.
З сучасних позицій така версія початку повстання виглядає дуже карикатурно. Зрозуміло, що Разін завжди вільно гуляв містом Астрахань, бо був, як мінімум, його воєводою. Проте щодо причин урочистого  приймання історики висловлюють більш влучну думку.

## Початок повстання
Насправді, разінське повстання (1676—1677 рр.) було важкою війною за московський престол, що тривала не менше чотирьох років. Як пише відомий дослідник подій того часу В.Буганов: «Повстання в Росії, очолене Разіним, викликало великий резонанс в Європі, особливо Західної … Іноземці-інформатори… нерідко дивилися на події в Росії вельми своєрідно — як на боротьбу за владу, за престол… Називали повстання „татарським заколотом“».
Повстання козаків під керівництвом Разіна спалахнуло навесні 1676 року (надалі датування наводиться,  згідно з офіційною версією государевої «Грамоти»; проте до всіх дат варто додавати +6 років). Основною його метою була Москва, але отаман спочатку хотів забезпечити собі надійний тил. Ядром війська Степана Разіна стало донське і волзьке козацтво, серед якого було багато незадоволених боярським урядом і московськими порядками. З московської сторони воєводою був князь Долгорукий, ставка якого містилася в Арзамасі. Воєводою астраханських військ був Степан Тимофійович Разін.

Близько 9000 козаків рушили з-під Царицина до Астрахані назустріч воєводському війську. Супротивники зустрілися під Чорним Яром. Ще до початку битви більшість астраханських стрільців перейшло на сторону повсталих. Лише невелика група офіцерів і писарів (близько 80 чоловік) після замішання намагалися втекти, але були оточені.

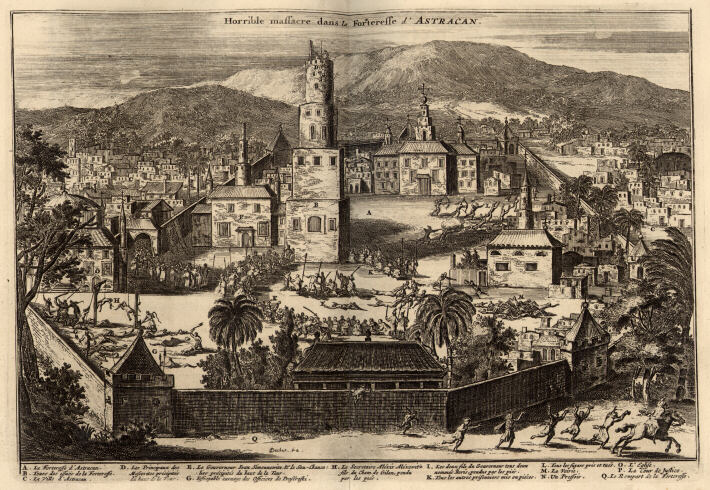
Астрахань у 1670

Перемога разінців сколихнула Астрахань. 11 червня 1670 року повсталі підійшли до міста. Воєвода Прозоровський намагався організувати оборону. Були заряджені усі гармати, біля міських воріт складені купи каменів. Єдиною надією воєводи був корабель «Орел». Проте його надії були даремні. Капітан корабля Давид Бутлер одержав від Разіна лист з погрозами. На зборах офіцерів корабля було вирішено, що «краще буде пуститися у втечу, приймаючи в увагу, що, не одержуючи жалування, вони вважають себе звільненими від державної служби». У ніч на 12 червня 1670 року п'ятнадцять чоловік команди на невеликому човні залишили корабель.
22 липня 1670 року Разін послав в Астрахань депутатів з вимогою здачі міста. Воєвода розірвав листа, не дочитавши його до кінця, а депутатів наказав стратити. На інший же день близько 300 човнів разінців підійшли до стін міста. В Астрахані почалися пожежі.
У ніч на 24 липня почався штурм кремля. У самому кремлі спалахнуло повстання. З боку Житньої вежі до стін були приставлені сходи та разінці майже не зустрічаючи опору опанували фортечною стіною. Повсталі увірвалися до кремля. Почалася розправа над боярами і дворянами.
Опанувавши цілком кремлем, разінці почали «лагодити суд» над переможеними. Колишній капітан корабля «Орел» Давид Бутлер так описав цю розправу: «Проводир сидів на вулиці, схрестивши ноги на турецький манір, перед будинком митрополита… Після опитування московського полковника при мені скинули з високої вежі, називаної Розкат. З цієї вежі також скинули живим воєводу… Його молодший піддячий і інші начальники, чи офіцери, великі та малі, були перебиті чи скинуті у воду». Усього був страчений 441 чоловік. Захопивши Астрахань, Разін рушив далі, а в місті було створене козацьке самоуправління. Він підіймав на боротьбу втікачів: людей, приплив яких на Дон не убуває, козаків по Хопра і Дону, посадських людей і суднових працівників («ярижек»), які припливли з товарами з землеробських районів та Слобідської України. Місцем зосередження повстанських сил став Кагальник. У той час як Степан Разін на чолі основних сил повсталих намагався по Волзі проникнути у внутрішні області країни й розгорнути наступ на Москву, Фрол забезпечував безпеку його тилу.

## Астраханська вольниця
Життя в місті стало входити в мирне русло. Майно воєводи, великих бояр, початкових людей, купців і духівництва було перевезено на Ямгурчеєв горб. Кожен астраханець одержав частину з цього майна. На чолі Астрахані встало «велике коло» (загальні збори).
Для допомоги разінцям в Астрахані було споряджене військо на чолі з Федором Шелудяком.
Захопивши Астрахань, Саратів і Самару, а також ряд другорядних фортець, Разін не зміг успішно завершити облогу Симбірська восени 1670 р., був поранений 4 жовтня 1670 р. й повернувся на Дон, де він закріпився в Кагальницькому містечку.

## Місія Фрола Разіна
У очоленому Степаном Разіним Каспійському поході 1667—1669 рр. Фрол участі не брав, невідлучно перебуваючи в цей час на військовій козачій службі. Брати зустрілися, коли загін С. Т. Разіна з багатими трофеями вже повернувся з перських берегів на Дон. Але у Степана в Кагальнике Фрол залишався недовго, оскільки під його опікою в Черкаську перебували сім'ї обох братів. Описуючи ці події, радянські історики довели думку про протистояння «захисників селян і бідного козацтва» братів Разіних з козацькою старшиною до абсурду.
Перебування рідних С. Т. Разіна в столиці Війська Донського влаштовувало й старшинсько-отаманову верхівку на чолі з К. Яковлєвим. У будь-який момент той міг захопити і тримати членів сім'ї Разіна як заручників. Знаючи підступну вдачу свого хрещеного батька, С. Т. Разін доручив Фролу повернутися в Черкасск і продовжувати опіку над домашніми, обіцяючи незабаром їх забрати, що і зробив, на превелику досаду К. Яковлєва.
Навесні 1670 року, під час другого походу С. Разіна з донської станиці Черкаської на Нижнє Поволжя, Фрол виступив разом зі своїм старшим братом. Брав участь в походах на Астрахань і Царицин, звідки він, за романівською легендою про «астраханську скарбницю», знову був відправлений братом на Дон. З великим загоном прибув з Волги у верхів'я Дону, де зміцнився в Кагальнике та очолив тут повстання проти царського уряду. Козловський воєвода С. І. Хрущов з тривогою доповідав у Москву, що під керівництвом Ф. Разіна «козаків тисечі з 2, та 6 гармат…».
Серед цікавих відомостей: у Царицині, а пізніше в Саратові Степан і Фрол, ймовірно, узгодили план дій на Слобідській Україні, здійснювати який належало Разіну-молодшому. Згодом Фрол Разін очолює козацький похід на Слобожанщину (що, власно, перекликається з «українським слідом» його «фантомного брата» Івана), намагаючись розімкнути кільце економічної блокади Дона. Прориваючись до хлібних регіонів, він мав розв'язати стратегічну задачу: підняти на повстання козацтво Слобідської України та утримати карателів від походу на Дон.
Наприкінці вересня 1670 року Фрол Разін на чолі великого загону козаків пішов верх Доном «у великих стругах і в малих човнах» на Острогозьк та Вороніж, осадивши на підступах до нього містечко Коротояк..
Вочевидь, кінцевою його ціллю були Вороніж та Острогозьк, засновник якого — полковник Іван Дзиковський (Зінковським)- зі старшиною приєдналися до разінців.
І тільки звістка про поразку під Симбірськом головних повстанських сил змусило його повернути на Дон, де на той час перебував вже і С. Т. Разін. Там обидва брати вступають в гостру боротьбу (увага!) проти «старшинсько-отаманської верхівки на чолі з К. Яковлєвим». Результат цієї боротьби склався трагічно для повстанців: Степан, а потім і Фрол Разін були, буцімто, схоплені «домовитими» козаками К. Яковлєва та видані уряду.

### Слобідське повстання
Спільний виступ донських і слобідських козаків, про який І.Зінковський та С.Разін домовилися нібито ще у 1668 році, привів до того, що повстання швидко охопило велику частину Слобожанщини, традиційно лояльної до царської влади. Парадокс, але це аніяк не заважає полковнику Зінковському у тому ж 1670 р. отримати… грамоту від царя Олексія Михайловича. Це є черговим свідоцтвом посунення згодом «государевою зразковою» Грамотою, хронологічних термінів виступу козаків проти боярського уряду на 6-10 років. Тобто, Слобожанщина піднялася проти спільного з разінцями ворога у 1676-77 рр. — як свідчать джерела, з прибуттям на Слобожанщину загону донських козаків на чолі з Ф.Шадрою та Ф.Мінаєвим.
Війна, під час якої у населених пунктах привселюдно були страчені представники центральної російської влади, охопила, окрім міст Острогозьк та Ольшанськ ще й навколишні поселення. У жовтні 1670 (насправді, 1677) р. за допомогою загону разінців на чолі з Л.Черкашеніним (О.Хромим) разом із місцевими козаками були захоплені міста Цареборисов, Маяцьк, Чугуїв, Зміїв, Балаклія, Мерефа та Колонтаїв.
Після перемоги над повстанцями на початку 1677 р. під Цареборисовим і Маяцьком було страчено 186 прихильників С.Разіна (із них 81 особа походила зі Слобідської України). Зокрема, за участь у виступі було позбавлено життя зміївського сотника П.Ребуху, балакліївського сотника А.Огня та богодухівського сотника Т.Решетила.
Трохи раніше на центральній площі Острогозька було страчено полковника І.Дзиковського, писаря М.Жуковцева, сотників Я.Чекмеза та В.Григор'єва, обозного М.Волнянку були розстріляні. 22 жовтня 1677 повісили дружину І.Дзиковського, а його дітей і племінницю довічно заслали до Сибіру. Такою ж доля була в родичів інших повстанців.
Саме, як Зіньківський, а не Дзиковський, згадується він у тогочасних документах (Грамота Острогозькому полковнику Івану Зіньківському 1670-го року: Топографическое описание Харьковского наместничества. — М., 1788. — С. 34.). Зіньківським називає його і відомий дослідник історії Слобожанщини Дмитро Багалій (Багалій Д. І. Історія Слобідської України. — Х.,1918).
Повстанці здобули ряд блискучих перемог над царськими військами, захопили багато міст — ця війна охопила все Поволжя, Дон, Приуралля. Повстанці боролися проти гніту московського царя, за козацькі вольності і порядки. Вони прагнули свободи, їх ідеалом була козацька держава. Та у квітні 1671 року тяжко пораненого Степана Разіна захопили зрадники й видали московському царю на розправу.
Починаються репресії. В тому числі на Слобожанщині: захоплено керівників повстання в Україні, після чого 8 жовтня 1670 (1677) р. Зінківський, його дружину Євдокію, писара Марко Жуковцева, сотників Якова Чекмеза та Василя Григоріва, обозного Миколу Волнянка було розстріляно. Та повстання тривало ще до весни 1671-го.

## Загибель Разіна
Лейпцизькі газети того часу повідомляли: «Разін „присвоїв собі титул царя обох цих царств (Казанського та Астраханського)“, безліч сильних військ „потрапили до нього в руки“, цар настільки зляканий, що не має намір надіслати мої проти нього війська». Лише з великими труднощами Романовим вдалося переломити хід війни.
За популярною версією, восени 1670 повсталі не змогли взяти Симбірськ, де урядовим військам, нібито вдалося завдати поразки Разіну, його військо було розгромлено. Самого пораненого отамана ледь встигли врятувати і вивезти на Дон. Зі своїми прихильниками він зміцнився в Кагальницькому містечку, проте 24 квітня 1671 року на Дону його взяли заміжні козаки, захопивши у полон отамана та його брата Фрола. Разіних було видано до царської влади й незабаром страчено.
Перемога далася Романовим нелегко. Збереглися відомості, що війська Романових, розгромивши зрештою Разіна, були укомплектовані західноєвропейськими найманцями [441]. Російські ж і татарські війська у Романових вважалися ненадійними. У них були часті випадки дезертирства або навіть переходу на сторону Разіна. У разінців, навпаки, відносини з іноземцями були погані. Якщо хтось з іноземних найманців потрапляв в полон, то козаки зазвичай їх вбивали.
У квітні 1671 р. Разін був взятий у полон козацькими старшинами, які взяли Кагальницьке містечко штурмом. Він разом з молодшим братом Фролом (Фролкою) був виданий царському уряду і привезений до Москви 2 червня. Там його катували. 6 червня 1671 Степан був четвертований на ешафоті біля Лобного місця на Красній площі.

## Поразка повстання
Питання, як і чому Романовим вдалося все-таки виграти війну з Ордою (як за участі Разіна, так потім під керівництвом Пугачова) — сьогодні вимагає нового вивчення. Адже Орду, як ми бачимо, підтримувало майже все населення країни.
Теза про те, що програш Разіна деякою мірою пояснюється тим, що на півдні Русі в той час було мало збройових і порохових заводів здається безглуздям. Гармати, порох і легка вогнепальна зброя разінцям, дійсно, доводилося добувати в бою. Збереглися свідчення, що разінці не приймали до своїх лав добровольців, якщо ті не мали своїх власних рушниць. Чи було це головною причиною поразки Разіна? Скоріше за все ні.
Після страти Разіна повстання продовжувалося під проводом Федора Шелудяка та Василя Уса. Уже в дорозі Шелудяк довідався про поразку селянського повстання та полон Разіна. 9 червня 1671 року в його військо докотилося повідомлення про те, що їхній Разін був четвертований у Москві. Щоб помститися за смерть отамана, повстанці під проводом пішли на приступ Симбірська, але безрезультатно.
Наприкінці серпня 1671 року до міста підійшли добірні стрілецькі полки під командуванням І. Б. Милославського. Узяти місто спрожогу не вдалося. Було наказано будувати земляне місто в гирлі річки Болди. Простоявши тут три місяці, він одержав підкріплення.
В Астрахані почалося шумування. Деякі астраханці вимагали стояти до кінця, інші радили почати переговори і просити милості. Почалися переговори. Нарешті, 26 листопада 1671 року астраханці дали знати супротивнику, що відкриють ворота, якщо їм буде дароване вільне життя. Милославський обіцяв виконати прохання містян, але тільки 1 січня 1672 року міг повідомити царю про падіння Астрахані. Після деякого часу над повсталими розправилися.

## Сім'я
Датування смерті батька як 1652 р. (згадка про Соловецький монастир) може відповідати дійсності, на відміну від фантомного «старшого брата Івана»
Відомо, що молодший брат Степана, Фрол Разін у 1660-х рр. проживав у Черкаську, столиці Війська Донського. Степан і Фрол, швидше за все, доводилися один одному зведеними (від різних матерів) братами, але точних даних з цього приводу немає. Степан опікав молодшого брата, привернув для цього дядька Никифора Чортка. Також опікав пасинка Афоню (в 1690 р. той готував похід, щоб помститися Дону за батька).
У 1666 році молодий козак Фрол Разін тільки приступив до козацької служби (отже, було йому в ту пору близько 16-17 років).